# Mar d'Aràbia
La mar d'Aràbia (en àrab: بحر العرب, Bahr al-'Arab), també anomenada la mar Aràbiga o el mar Aràbic, és la part de l'oceà Índic delimitada al nord pel Pakistan, l'Iran i el Golf d'Oman; a l'oest pel Golf d'Aden, el canal de Guardafui i la península Aràbiga; al sud-est pel mar de les Lacadives; al sud-oest pel mar de Somàlia, i a l'est per l'Índia. Té una superfície total de 3.862.000 km² i una profunditat màxima de 4.652 metres. A l'oest, el Golf d'Aden connecta el mar d'Aràbia amb el mar Roig a través de l'estret de Bab el-Màndeb, i al nord-oest, el golf d'Oman la connecta amb el golf Pèrsic.
La mar d'Aràbia ha estat creuada per moltes rutes comercials marítimes des del 3r o 2n mil·lenni aC. Els ports més importants són el port de Kandla, el de Mundra, el de Pipavav, el de Dahej, el de Hazira, el de Mumbai, el de Nhava Sheva, el de Murmugao (Goa), el de Nova Mangalore, el de Vizhinjam i el de Kochi (a l'Índia); el port de Karachi, el de Qasim i el de Gwadar (al Pakistan); el port de Chabahar (a l'Iran); i el port de Salalah (a Oman). Les illes més grosses del mar d'Àrabia inclouen Socotra (Iemen), l'illa de Masirah (Oman), Lakshadweep (Índia) i l'illa d'Astola (Pakistan).

## Geografia
La superfície del mar d'Aràbia és d'uns 3.862.000 km². L'amplada màxima del mar és d'aproximadament 2.400 km, i la seva profunditat màxima és de 4.652 m. El riu més gran que desemboca al mar és el riu Indus.
El mar d'Aràbia té dues branques importants — el golf d'Aden al sud-oest, connectant amb el mar Roig a través de l'estret de Bab el-Màndeb; i el golf d'Oman al nord-oest, connectant amb el golf Pèrsic. També hi ha els golfs de Khambhat i Kachchh a la costa índia. El mar d'Aràbia ha estat travessat per moltes rutes comercials marines importants des del 3r o 2n mil·lenni aC. Els principals ports marítims inclouen el port de Kandla, el port de Mundra, el port de Pipavav, el port de Dahej, el port de Hazira, el port de Bombai, el port de Nhava Sheva (Navi Mumbai), el port de Mormugão (Goa), el nou port de Mangalore i el port de Kochi a l'Índia, el port de Karachi, port Qasim, i el port de Gwadar al Pakistan, el port de Chabahar a l'Iran i el port de Salalah a Salalah, Oman. Les illes més grans del mar d'Aràbia inclouen Socotra (Iemen), Masira (Oman), Lakshadweep i l'illa Astola (Pakistan). Els països amb costes al mar d'Aràbia són el Iemen, Oman, el Pakistan, l'Iran, l'Índia i les Maldives.

### Límits
L'Organització Hidrogràfica Internacional defineix els límits del mar d'Aràbia de la següent manera:
- A l'oest: el límit oriental del golf d'Aden.

- Al nord: una línia que uneix Ràs al Hadd, punt est de la península Aràbiga (22°32'N) i Ràs Jiyùni (61°43'E) a la costa del Pakistan.

- Al sud: una línia que va des de l'extrem sud de l'Atol d'Addu a les Maldives fins a l'extrem oriental de Ràs Hafun (el punt més oriental d’Àfrica, 10°26'N).

- A l'est: el límit occidental del mar de les Lacadives, una línia que va des de Sadashivgarh a la costa oest de l'Índia (L'Índia (14°48′N 74°07′E) fins a Cora Divh (13°42′N 72°10′E) i després baixant pel costat oest dels arxipèlags de Laccadive i Maldives fins al punt més meridional de l'atol Addu a la Maldives.

## Països fronterers i de conca
Països fronterers i de conca:
1. Índia - 2.500 km de costa

1. Pakistan - 1.050 km de costa

1. Iran

1. Maldives

1. Oman

1. Iemen

1. Somàlia

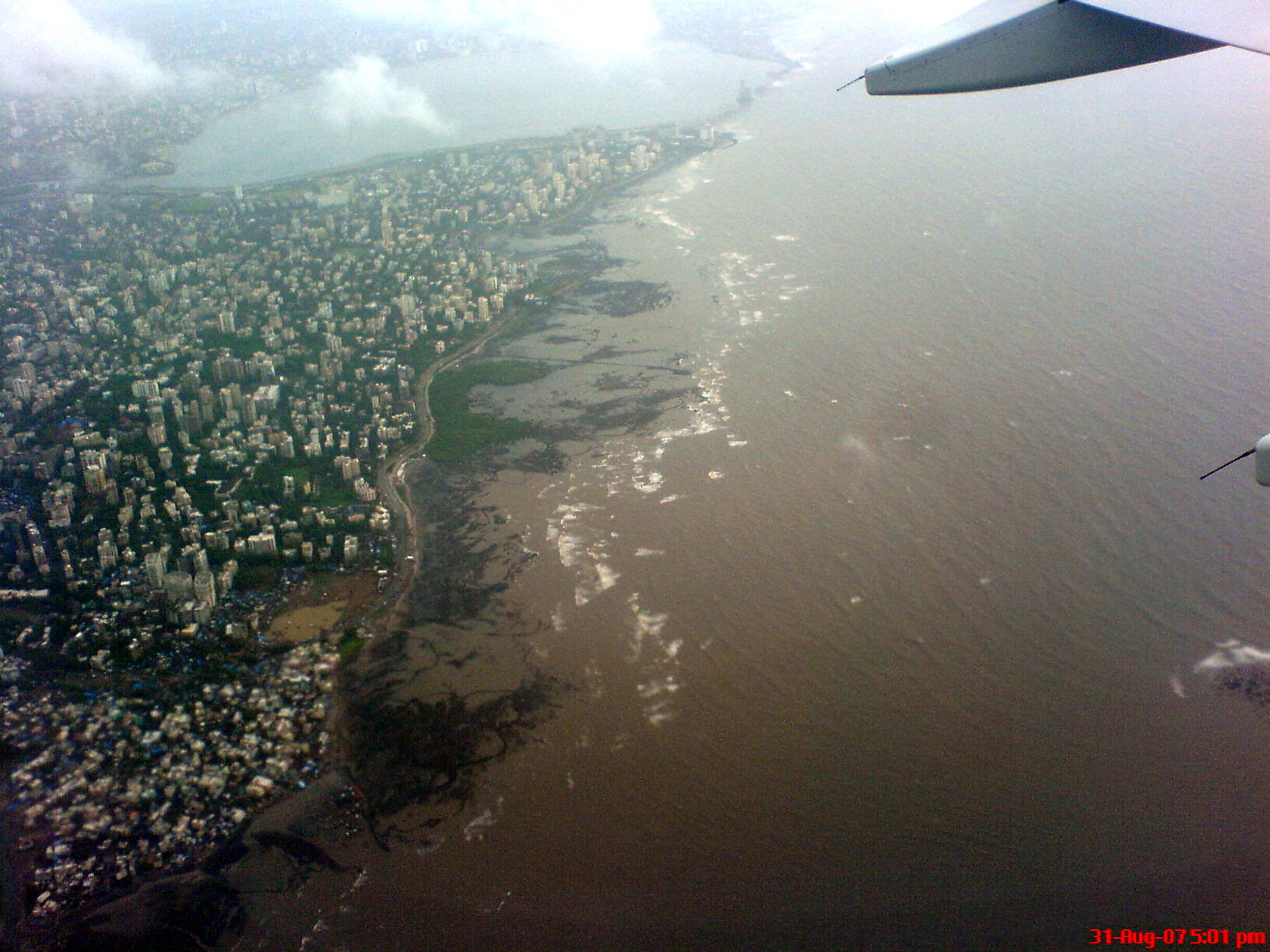
Mar d'Aràbia sobre Bombai/Mumbai
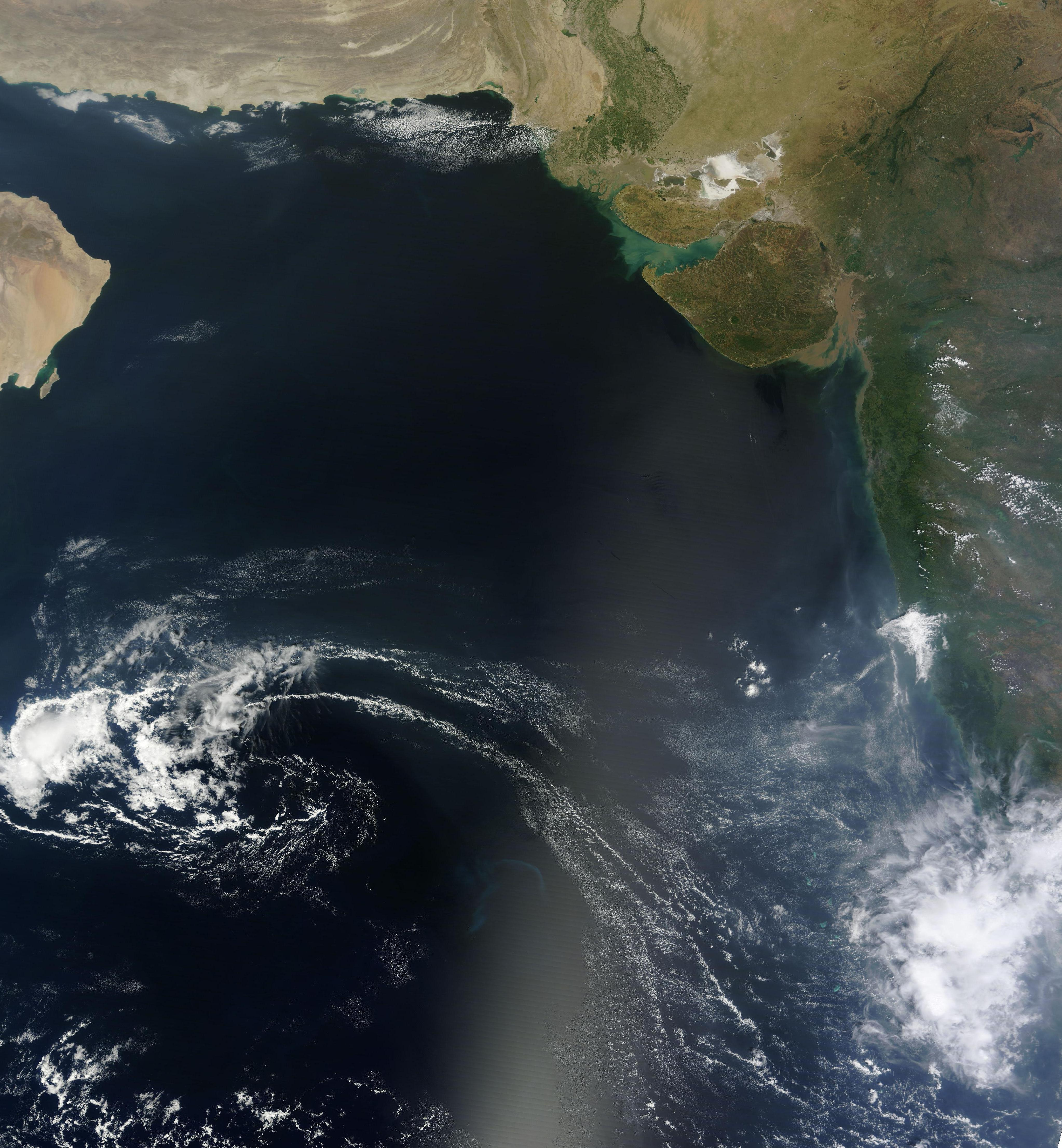
Mar d'Aràbia vist des de l'espai
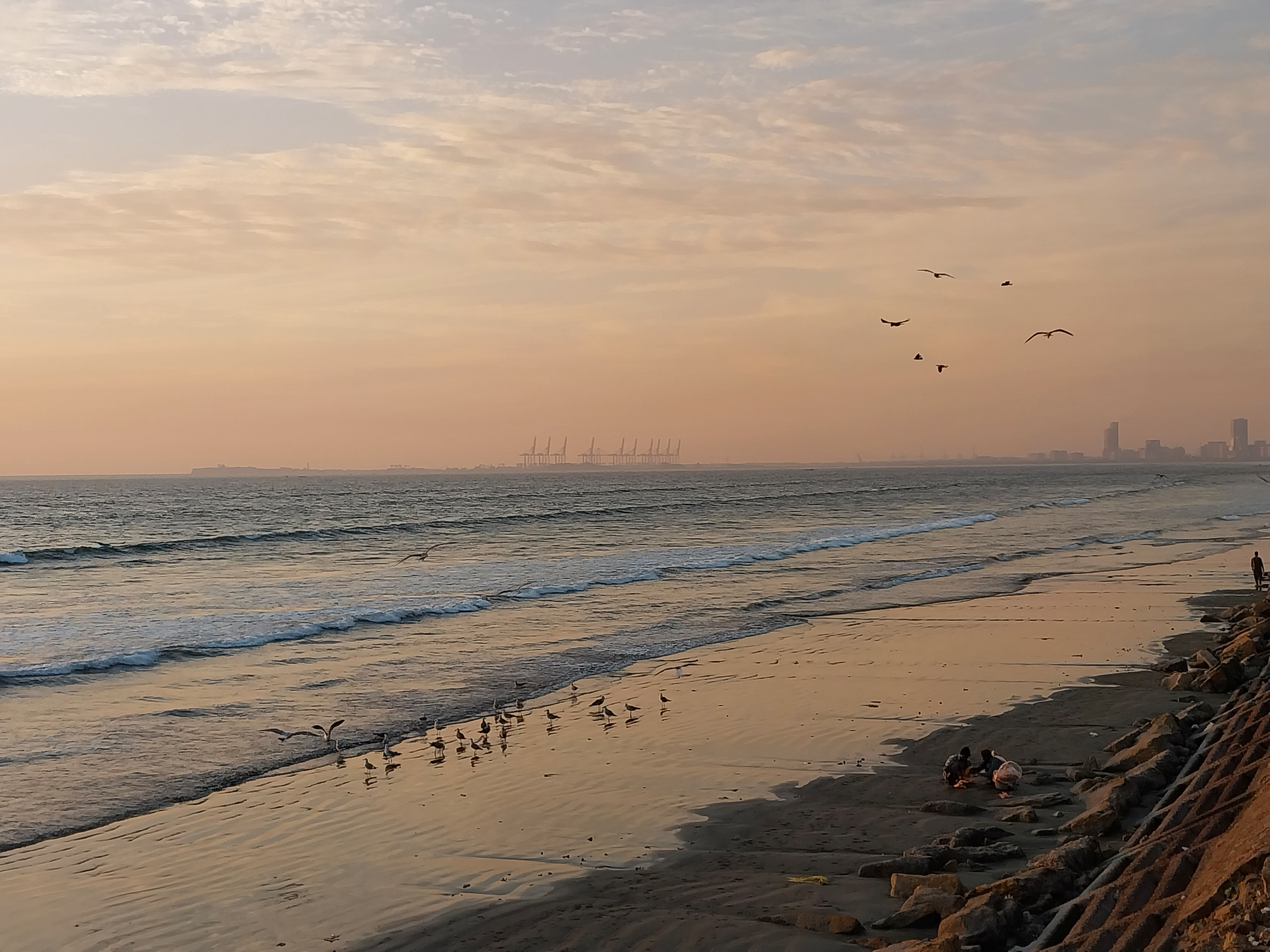
Mar d'Aràbia a Karachi, Pakistan

## Noms alternatius
El mar d'Aràbia històricament i geogràficament s'ha referit amb diferents noms per geògrafs i viatgers àrabs i europeus, com ara Mar d'Eritrea, el mar de l'Índic, el mar d'Oman, Eritre, el mar Pèrsic als paràgrafs 34-35 del viatge. En el folklore indi, es coneix com Darya, Sindhu Sagar i Àrab Samudra.
Geògrafs, mariners i nòmades àrabs solien anomenar aquest mar amb diferents noms, entre els quals destaquen el mar d'Akhdar (mar verd), el mar de Bahre Fars (mar de Pèrsia), el mar de l'oceà, el mar hindú, el mar de Makran, el mar d'Oman; entre ells Zakariya al-Qazwini, Al-Masudi, Ibn Hawqal i Hafiz-i Abru. Van escriure: «El mar verd i el mar de l'Índia i el mar de Pèrsia són tots un sol mar i en aquest mar hi ha criatures estranyes». A l'Iran i a Turquia la gent l'anomena mar d'Oman. En el Periple de la Mar Eritrea, així com en alguns mapes antics, el mar Eritre fa referència a tota l'àrea del nord-oest de l'oceà Índic, inclòs el mar Aràbic.

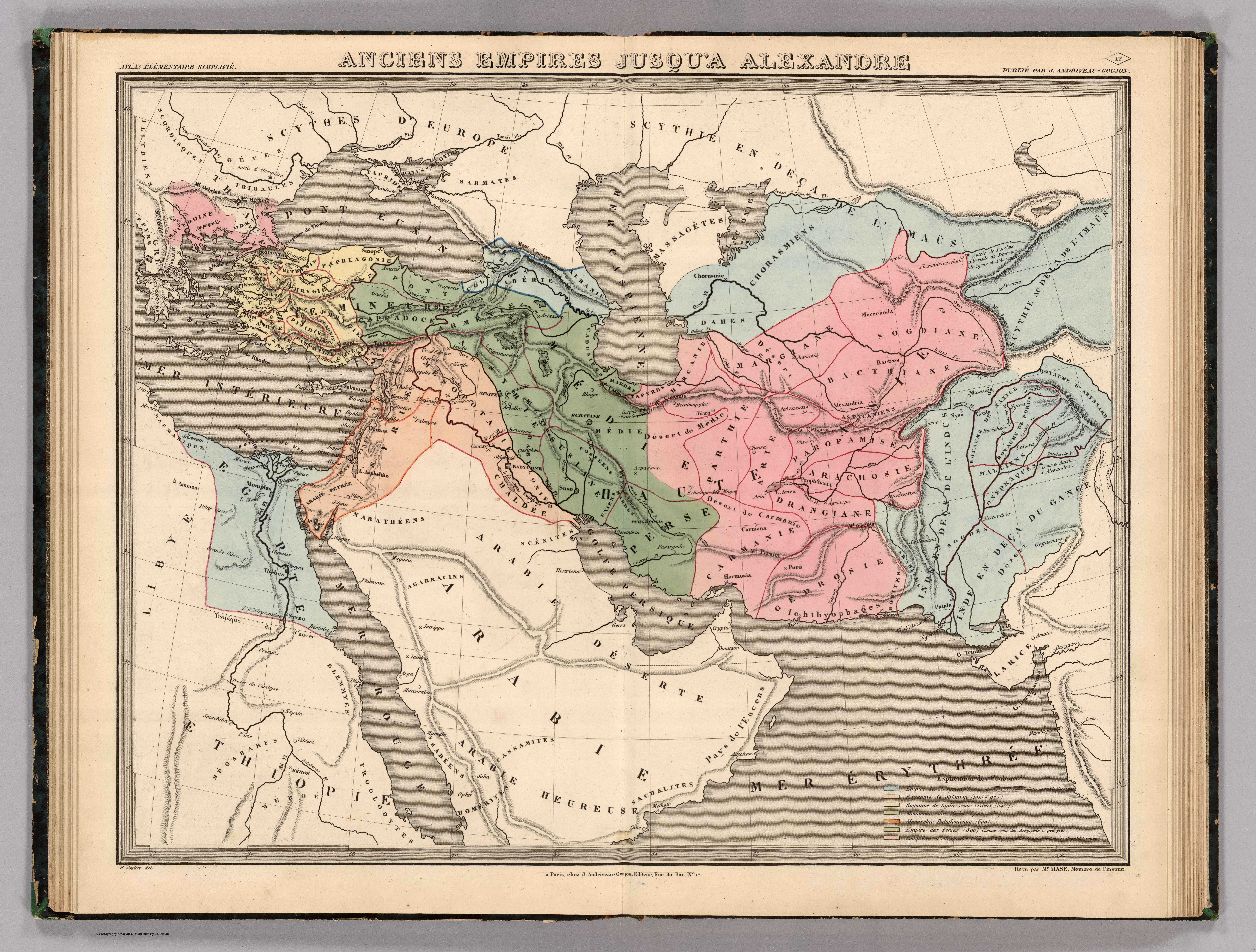
Mar d'Eritrea, 1838.
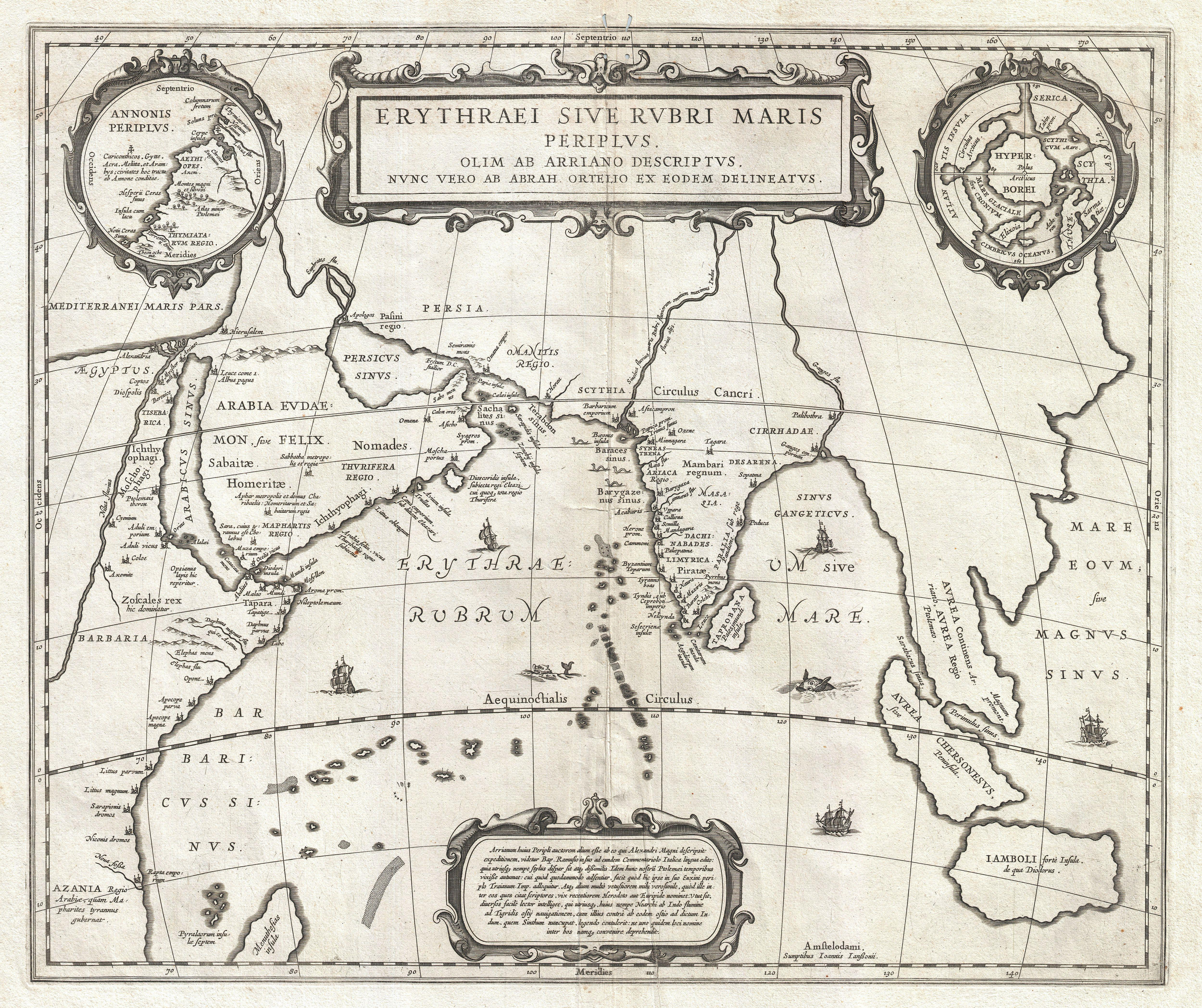
1658 Jansson Mapa de l'oceà Índic (Mar Eritrea)
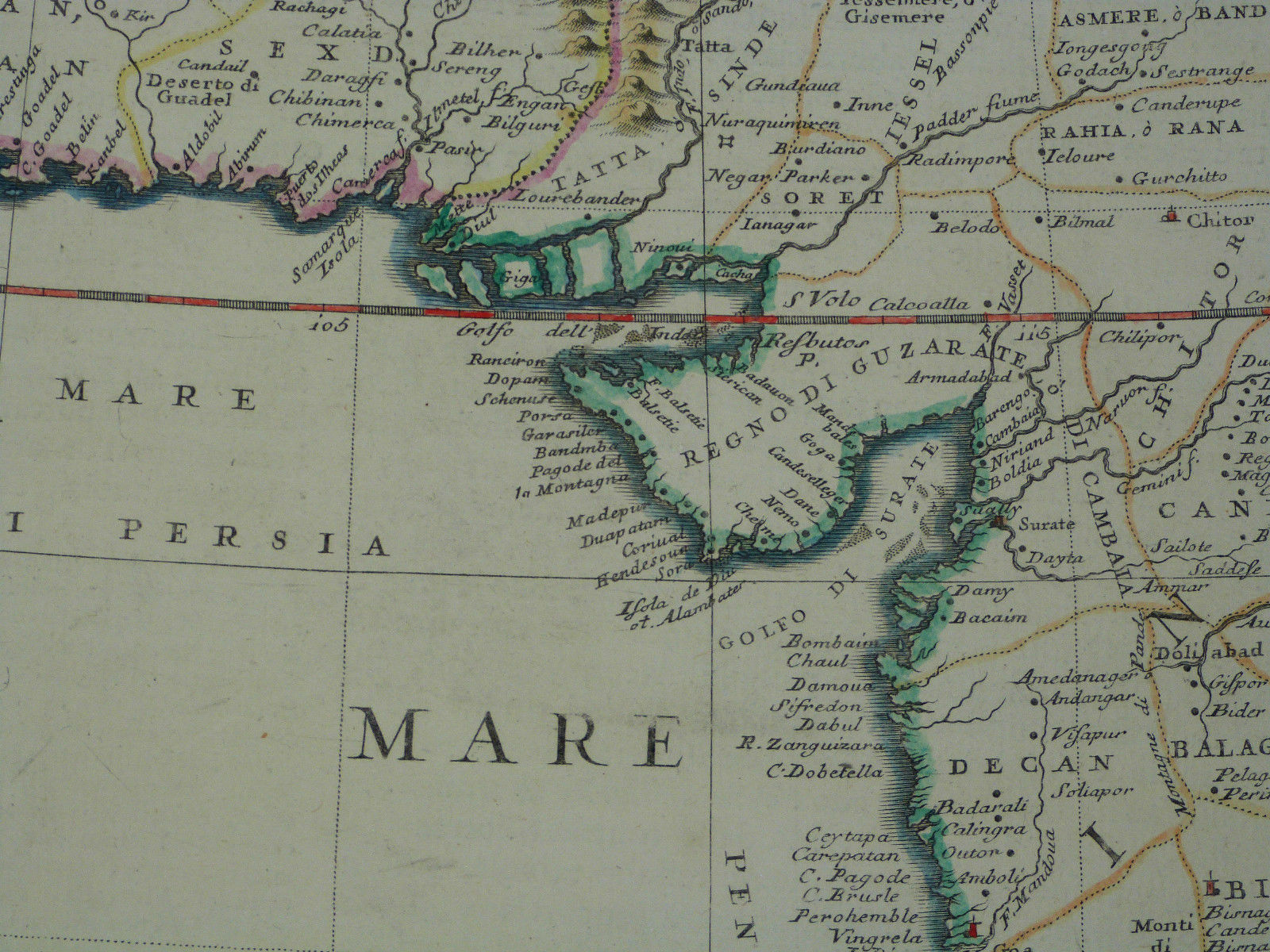
La part occidental de l'oceà Índic, 1693
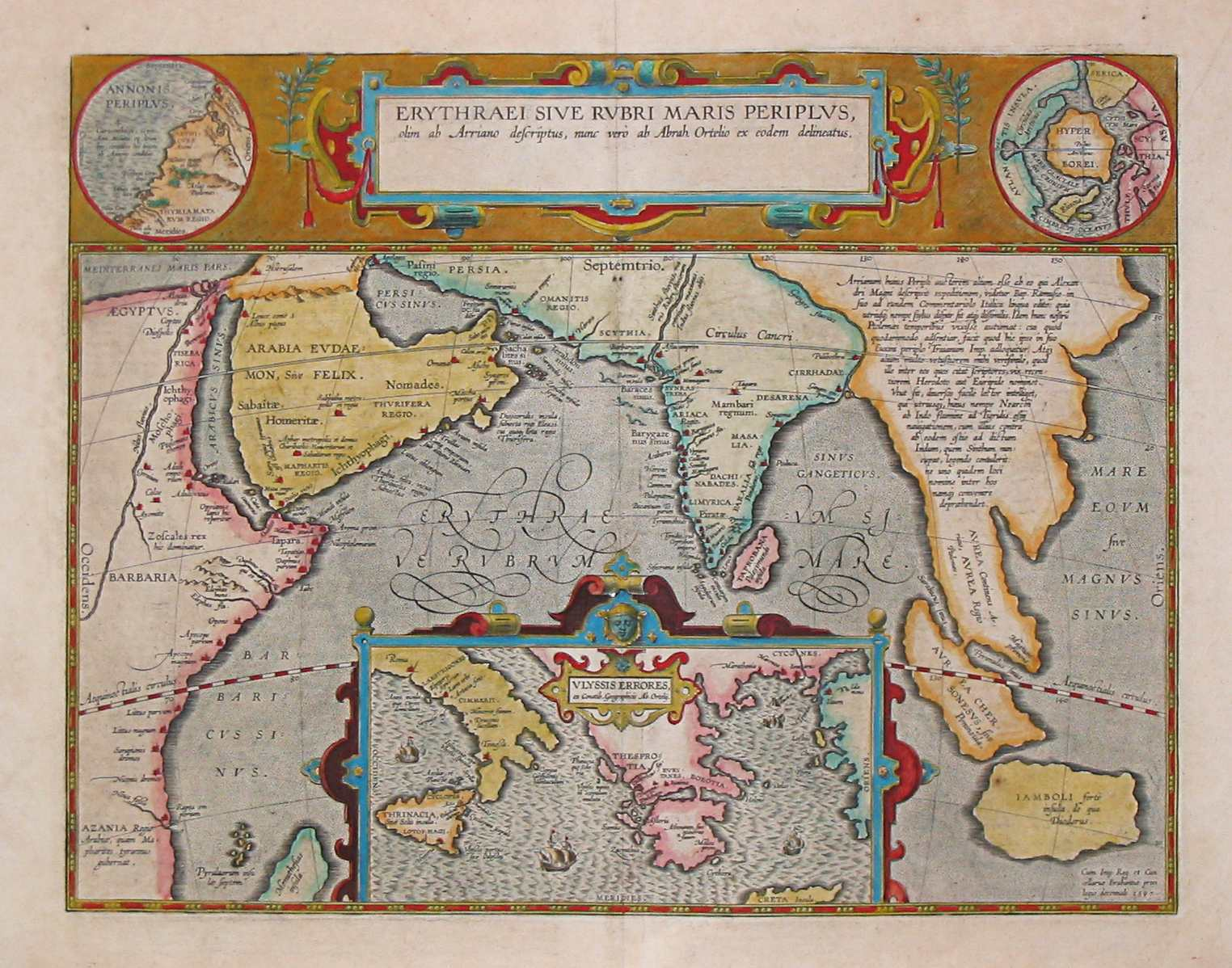
Mapa del segle XVII que representa les ubicacions del Periple de la Mar Eritrea
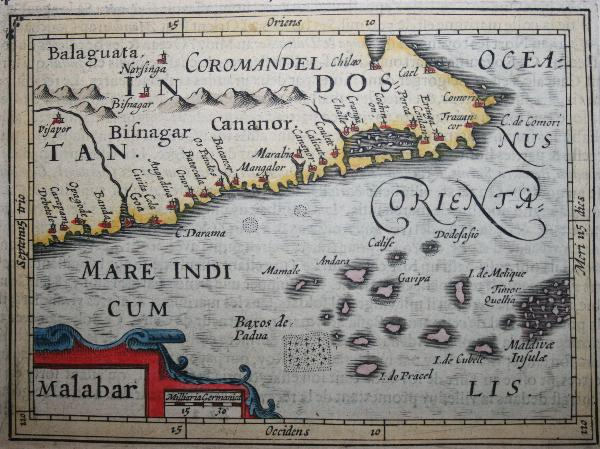
Una miniatura horitzontal de la costa de Malabar, reimpressió de Petrus Bertius, 1630
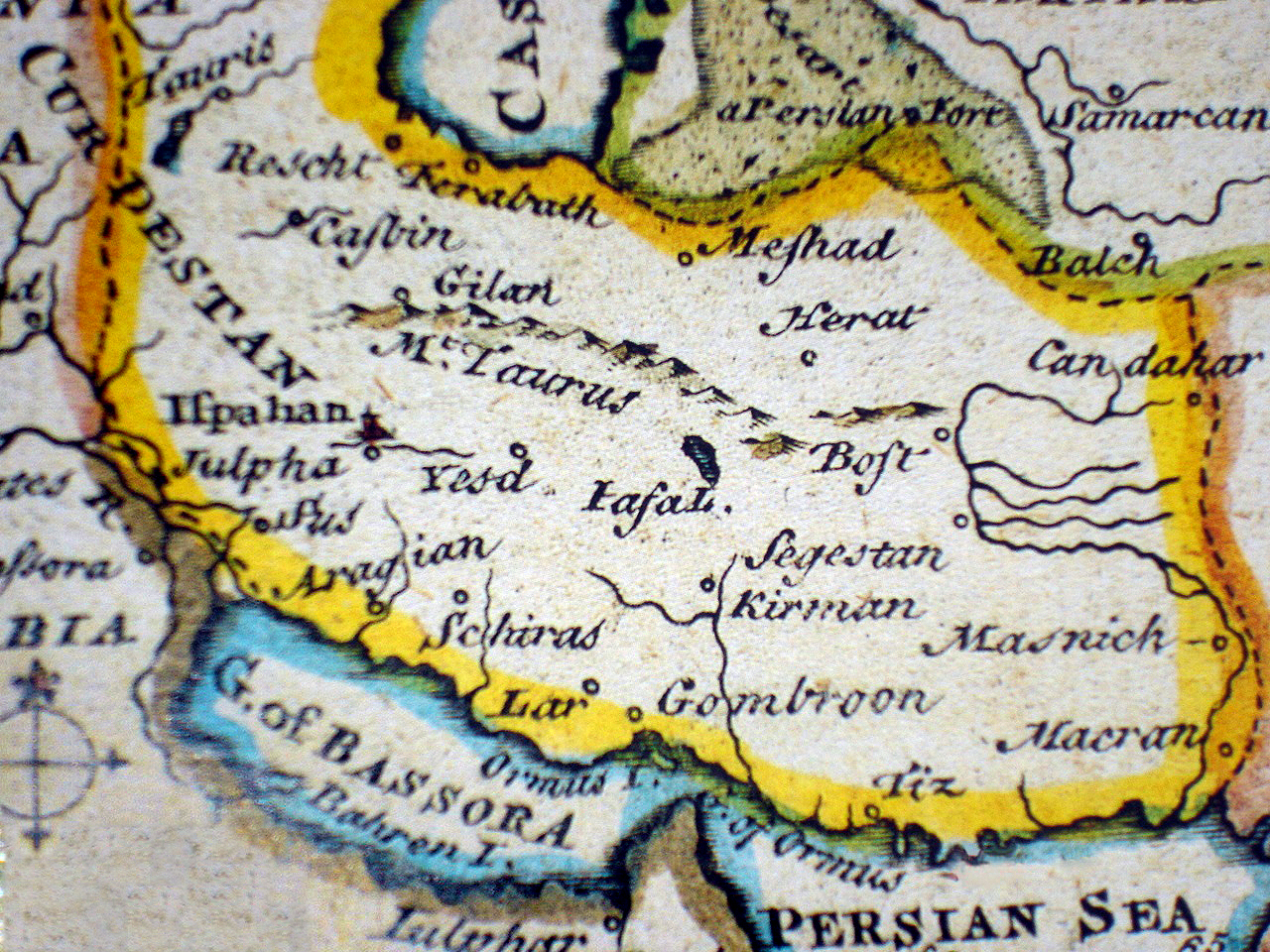
Mar Pèrsic
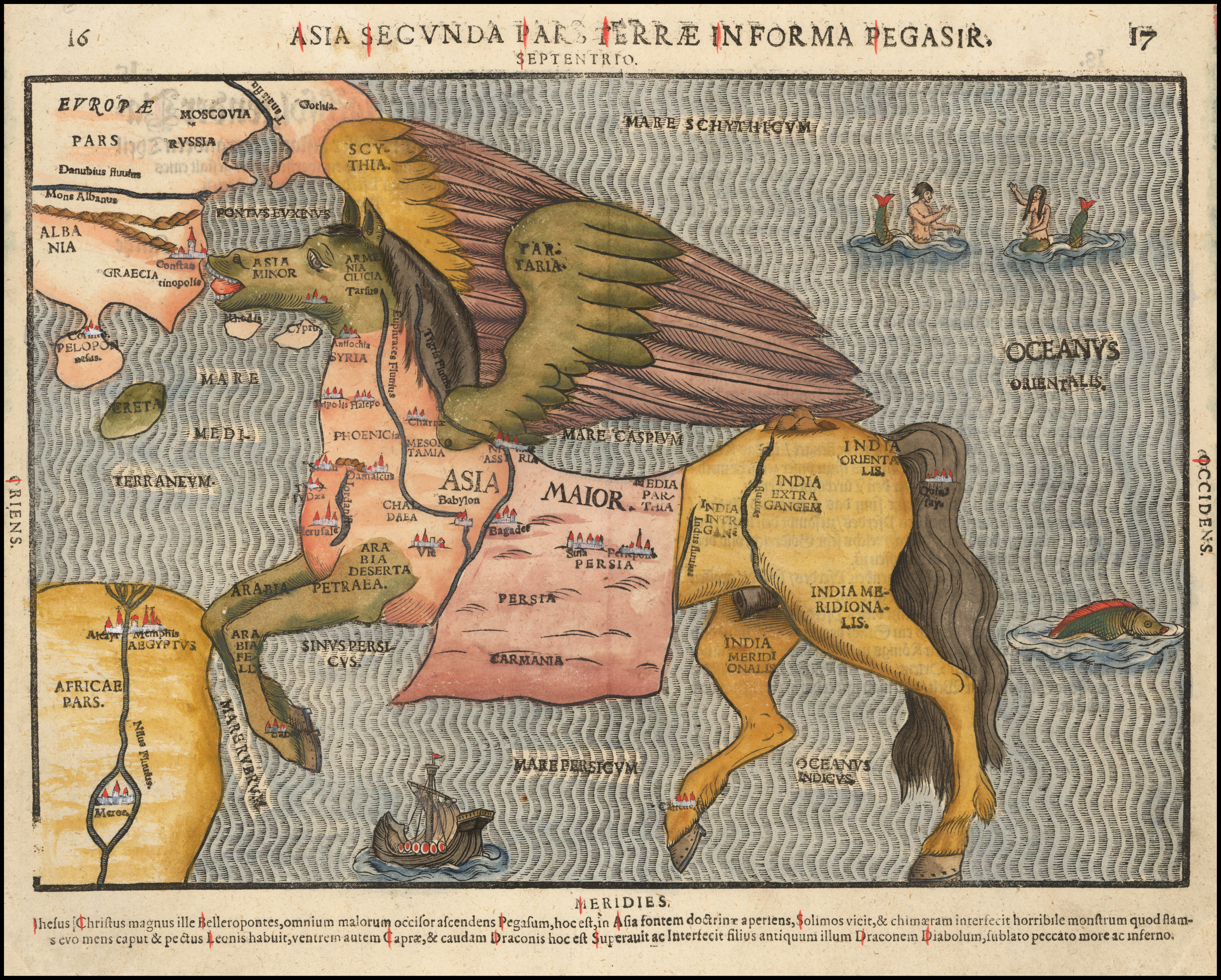
Àsia. Sinus Persicus i Mare Persicum
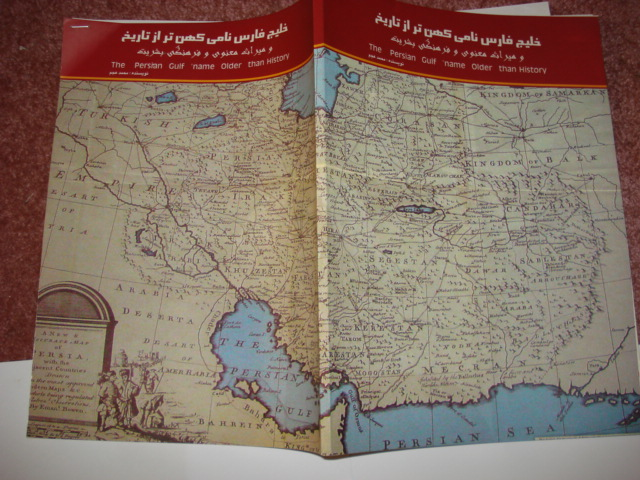
Iran i Regió de Makran

## Rutes comercials

Noms, rutes i localitzacions del Periplus del mar d'Eritrea.

El mar d'Aràbia ha estat una important ruta comercial marítima des de l'era dels vaixells de vela costanera, possiblement des del 3r mil·lenni aC, sens dubte des de finals del 2n mil·lenni aC fins als últims dies coneguts com l'era de la vela. En l'època de Juli Cèsar, diverses rutes comercials combinades terra-mar ben establertes depenien del transport d'aigua a través del mar al voltant de les característiques accidentades del terreny interior al seu nord.
Aquestes rutes normalment començaven a l'Extrem Orient o riu avall des de Madhya Pradesh, Índia, amb transbordament a través de l'històric Bharuch (Bharakuccha), travessaven la costa inhòspit de l'actual Iran, i després es divideixen al voltant d’Hadramaut, Iemen, en dos rierols al nord fins al golf de Aden i des d'allí cap al Llevant, o cap al sud cap a Alexandria a través de ports del Mar Roig com Axum. Cada ruta principal implicava el transbordament per a la caravana d'animals d'embalatge, el viatge pel país del desert i el risc de bandits i peatges exorbitants per part dels potentats locals.
Aquesta ruta costanera del sud que passava per l'aspre país del sud de la península aràbiga va ser important, i els faraons egipcis van construir diversos canals poc profunds per donar servei al comerç, un més o menys al llarg de la ruta de l'actual canal de Suez i un altre des del mar Roig fins al Nil, ambdues obres de poca profunditat que van ser engolides per grans tempestes de sorra a l'antiguitat. Més tard va sorgir el regne d'Axum a Etiòpia per governar un Imperi mercantil arrelat en el comerç amb Europa via Alexandria.

### Ports principals
El port de Jawaharlal Nehru a Bombai és el port més gran del mar d'Aràbia i el port de contenidors més gran de l'Índia. Els principals ports indis al mar d'Aràbia són el port de Mundra, el port de Kandla, Nava Sheva, el port de Kochi, el port de Bombai i Marmagao.

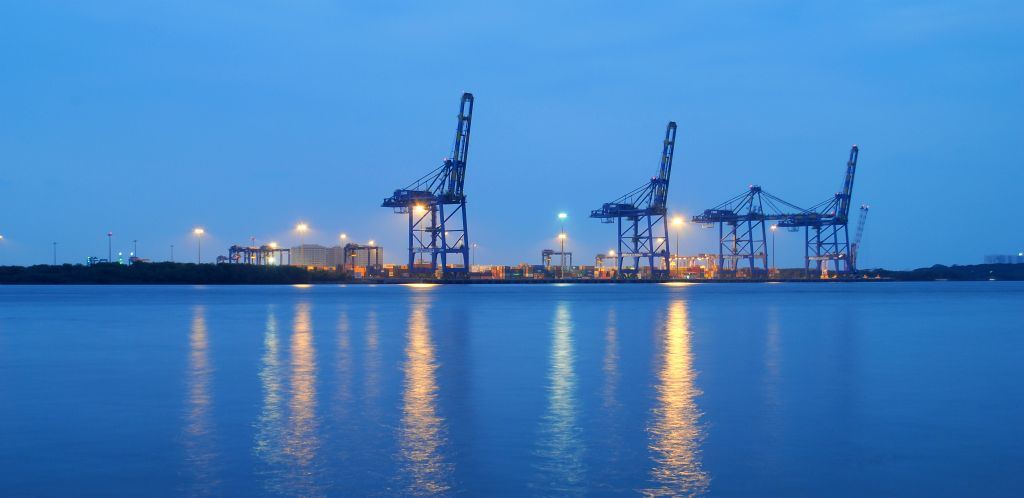
El port de Kochi, situat a la costa sud-oest de l'Índia, és el port indi més proper a les rutes marítimes internacionals, així com un dels ports més grans i més concorreguts que donen servei al mar Aràbiu. Aquí es veu la terminal internacional de transbordament de contenidors.

El port de Karachi, el més gran i concorregut del Pakistan, es troba a la costa del mar. Es troba entre les ciutats de Karachi de Kiamari i Saddar.
El port de Gwadar del Pakistan és un port d'aigües càlides i d'aigües profundes situat a Gwadar a Balutxistan, al vèrtex del mar Aràbiu i a l'entrada del golf Pèrsic, uns 460 km a l'oest de Karachi i aproximadament a 75 km a l'est de la frontera del Pakistan amb l'Iran. El port es troba a la badia oriental d'una península natural en forma de martell que sobresurt al mar d'Aràbia des de la costa.
El port de Salalah, Oman també és un port important de la zona. L'International Task Force sovint utilitza el port com a base. Hi ha un nombre important de vaixells de Guerra de totes les nacions que entren i surten del port, cosa que el converteix en una bombolla molt segura. El port va gestionar una mica menys de 3,5 milions de teu el 2009.

## Illes

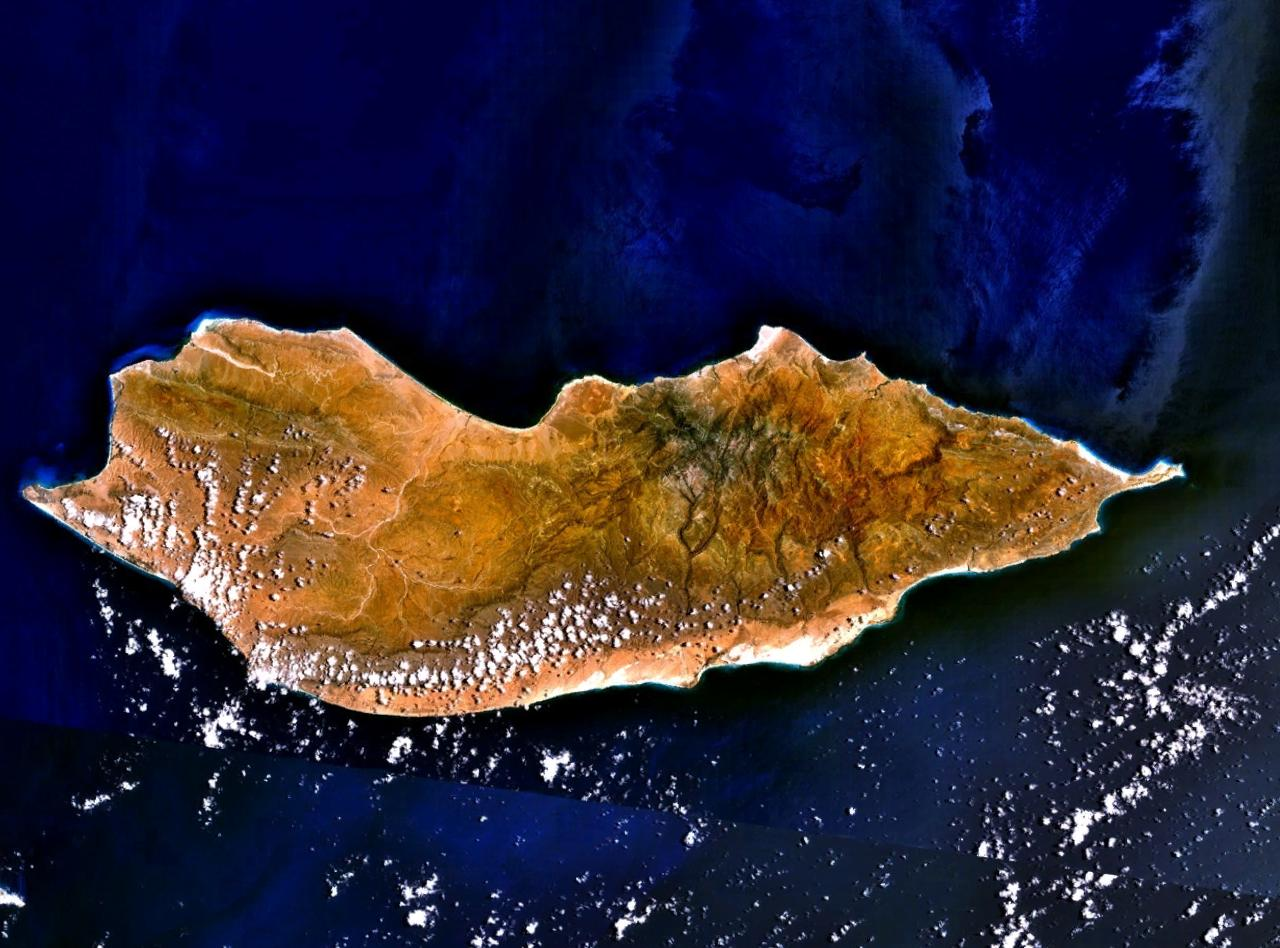
Vista Landsat de Socotra, una illa del Iemen.

Hi ha diverses illes al mar d'Aràbia, les més importants són les illes Lakshadweep (Índia), Socotra (Iemen), Masira (Oman) i l'illa Astola (Pakistan).
Les illes Lakshadweep (abans conegudes com a illes Laccadive, Minicoy i Aminidivi) són un grup d'illes de la regió del mar de Laccadives del mar d'Aràbia, entre 200 i 440. km a la costa sud-oest de l'Índia. L'arxipèlag és un territori de la unió i està governat pel Govern de l'Índia. Les illes formen el territori d'unió més petit de l'Índia amb una superfície total de només 32 km². Al costat d'aquestes illes hi ha les illes Maldives. Totes aquestes illes formen part del grup d'illes Lakshadweep-Maldives-Chagos.
L'Illa Zalzala va ser una illa que va existir només uns quants anys. Després del terratrèmol de 2013 al Pakistan, es va formar l'illa de fang. L'any 2016 l'illa estava acabada.
L'illa d'Astola, també coneguda com Jezira Haft Talar a Balutxi, o 'illa dels set turons', és una illa petita i deshabitada a l'extrem nord del mar d'Aràbia a les aigües territorials del Pakistan.
Socotra, també escrit Soqotra, és l'illa més gran, formant part d'un petit arxipèlag de quatre illes. En són uns 240 km a l'est de la Banya d'Àfrica i 380 km al sud de la península aràbiga.
Masirah i les cinc illes Khuriya Muriya són illes de la costa sud-est d'Oman.

## Ciutats principals
Hi ha moltes ciutats i pobles importants a la costa del mar d'Aràbia. Algunes de les ciutats principals són Bombai, Masqat, Karachi, Aden, Salalah, Thiruvananthapuram, Kochi, Kozhikode, Tirur, Kol·lam, Mangalore, Bhavnagar, Jamnagar, Mogadiscio, Gwadar, Abu Dhabi, Kandu, Mundra, Dubai, Karwar, Karwarpi, Ratnagiri, Murdeshwar, Veraval, Colombo, Takamaka i Dhiffushi.

## Zona mínima d'oxigen

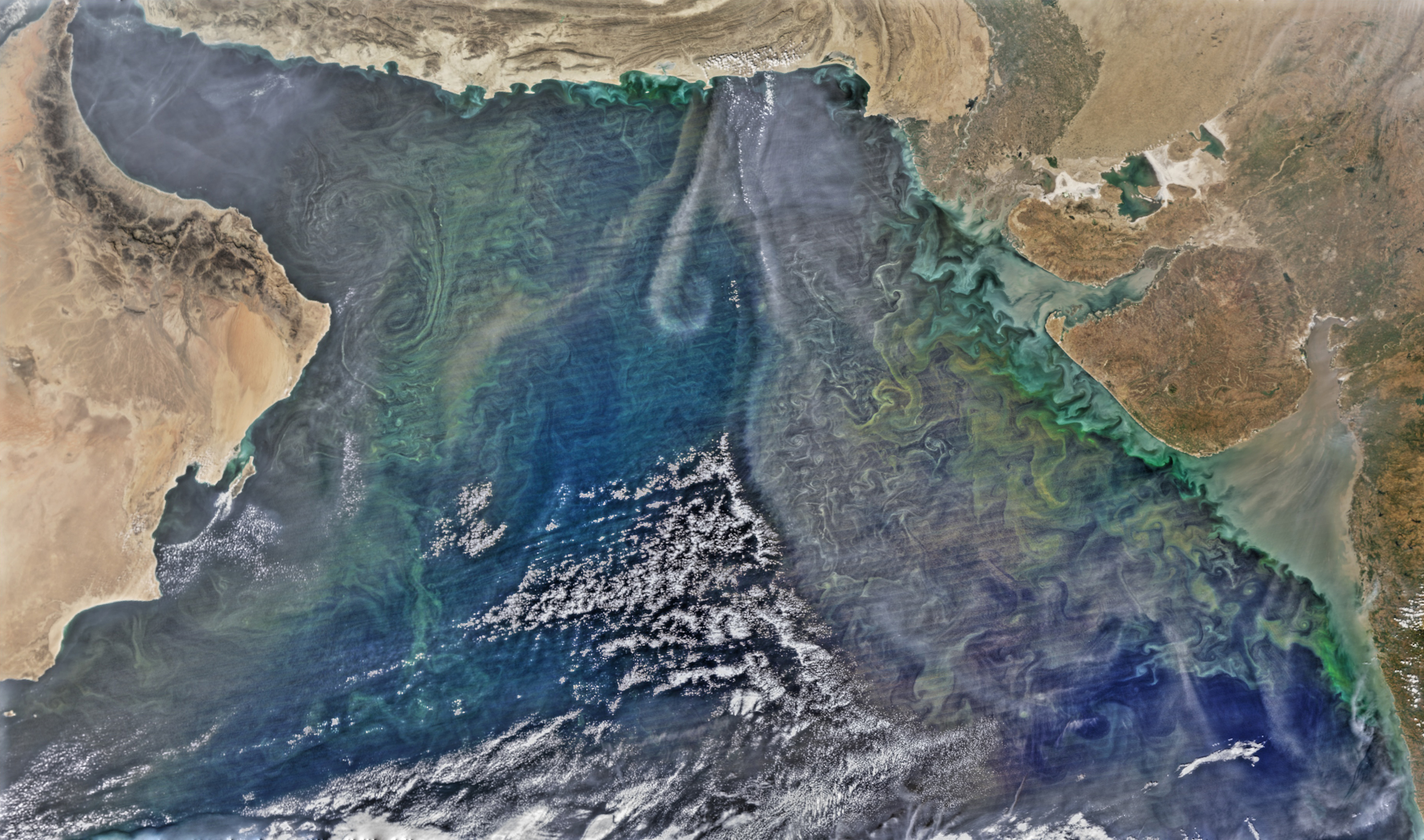
El fitoplàncton floreix al mar d'Aràbia a l'hivern (NASA)

El mar d'Aràbia té una de les tres zones oceàniques mínimes d'oxigen (OMZ) més grans del món, o zones mortes, juntament amb el Pacífic Nord tropical oriental i el Pacífic Sud tropical oriental. Els OMZ tenen nivells molt baixos d’oxigen, de vegades indetectables per l'equip estàndard. L'OMZ del mar d'Aràbia té els nivells d'oxigen més baixos del món, especialment al golf d'Oman. Les causes de l'OMZ poden incloure les aigües residuals no tractades, així com les altes temperatures al subcontinent indi, que augmenten els vents que bufen cap a l'Índia, aportant nutrients i reduint l'oxigen a les aigües del mar d'Aràbia. A l'hivern, el fitoplàncton adequat per a condicions de baix oxigen converteix l'OMZ en verd brillant.

## Escalfament del mar d'Aràbia
Estudis recents de l’Institut Indi de Meteorologia Tropical van confirmar que el mar d'Aràbia s'està escalfant monòtonament; possiblement és degut a l'escalfament global.

## Noms nadius
Entònims regionals del mar d'Aràbia en les llengües de les regions costaneres que l'envolten.
| Llenguatge | Nom          | Romanitzat        |
| ---------- | ------------ | ----------------- |
| àrab       | اَلْبَحرْ ٱلْعَرَبِيُّ | Al-Bahr al-ˁArabī |
| Divehi     | ޢަރަބި ކަނޑު      | arabi kanḍu       |
| Gujarati   | અરબી સમુદ્ર     | samudra àrab      |
| Hindi      | अरब सागर      | sāgar àrab        |
| Tamil      | அரபிகடல்       | aṟabikkaḍal       |
| Kannada    | ಅರಬ್ಬೀ ಸಮುದ್ರ    | samudra àrab      |
| malayalam  | അറബിക്കടൽ      | aṟabikkaḍal       |
| Marathi    | अरबी समुद्र     | samudra àrab      |
| persa      | دریای عرب    | daria-i-àrab      |
| Sindhi     | عربي سمنڊ    | arabī samaṇḍ      |
| Somali     | Bada Carbeed |                   |
| Urdú       | بحیرہ عرب    | bahīrā àrab       |